# St. Charles (Idaho)
St. Charles é uma cidade localizada no estado americano de Idaho, no Condado de Bear Lake.

## Demografia
Segundo o censo americano de 2000, a sua população era de 156 habitantes.

## Geografia
De acordo com o United States Census Bureau tem uma área de
1,6 km², dos quais 1,6 km² cobertos por terra e 0,0 km² cobertos por água.

## Localidades na vizinhança
O diagrama seguinte representa as localidades num raio de 36 km ao redor de St. Charles.